# Schinna
Schinna ist ein Ortsteil der Gemeinde Stolzenau im niedersächsischen Landkreis Nienburg/Weser. Der Ortsteil liegt etwa zwei Kilometer nördlich von Stolzenau, wo die Landesstraße 349, von Steyerberg kommend, auf die Landesstraße 351 stößt – diese verläuft von Liebenau nach Stolzenau. Die Weser fließt östlich, ebenfalls zwei Kilometer entfernt.
Seit der Gebietsreform, die am 1. März 1974 in Kraft trat, ist die zuvor selbstständige Gemeinde Schinna einer von neun Ortsteilen der Gemeinde Stolzenau, die seit 2011 der Samtgemeinde Mittelweser angehört. Zu den Sehenswürdigkeiten zählen die St.-Vitus-Kirche und das Kloster Schinna.
Der bedeutendste Wirtschaftsbetrieb ist das Kieswerk Schinna. Die Freiwillige Feuerwehr Schinna unterhält zusammen mit der Freiwilligen Feuerwehr aus Anemolter ein Blasorchester.